# Labeo chrysophekadion
Labeo chrysophekadion es una especie de peces de la familia de los Cyprinidae en el orden de los Cypriniformes.

## Morfología
Los machos pueden llegar alcanzar los 90 cm de longitud total y los 7 kg de peso.

## Hábitat
Es un pez de agua dulce.

## Distribución geográfica
Se encuentra en la cuenca del río Mekong, Malasia, Sumatra,  Java y Borneo.